# Camp Oddo
Pour les articles homonymes, voir Oddo.

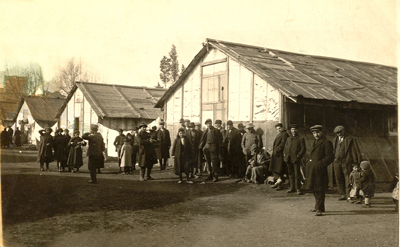
Arméniens réfugiés, devant les baraquements du camp Oddo.

Le camp Oddo est un des lieux d'hébergement mis à la disposition des réfugiés arméniens rescapés du génocide, à la suite de leur première arrivée massive à Marseille en novembre 1922.

## Historique
Le camp Oddo occupe les baraquements, d’un ancien camp militaire de la guerre de 1914-1918, situé dans le quartier du Canet à l’extrémité Est du boulevard Oddo prolongé, le long du ruisseau des Aygalades.
Ces baraquements devaient accueillir temporairement quelques centaines de familles. À la date du 18 septembre 1923, 780 réfugiés y sont logés. Mais les chiffres augmentent très vite : 1 430 le 2 octobre 1923, 2 327 le 26 novembre. Albert Londres dans Marseille, porte du Sud évoque la surpopulation du camp. En août 1924, le préfet des Bouches-du-Rhône Louis Thibon signale au gouvernement français que les réfugiés arméniens y sont installés de façon permanente et préconise une évacuation progressive.
Au total 5 441 réfugiés arméniens sont passés par le camp.
Le camp Oddo ne ferme que le 23 avril 1927. Le terrain du camp, concédé pendant la guerre de 1914-1918 au ministère de la Guerre par la compagnie de chemin de fer PLM, est ensuite utilisé pour la construction de la gare de fret du Canet livrée à l’exploitation en 1934.